# Vojtech Tuka

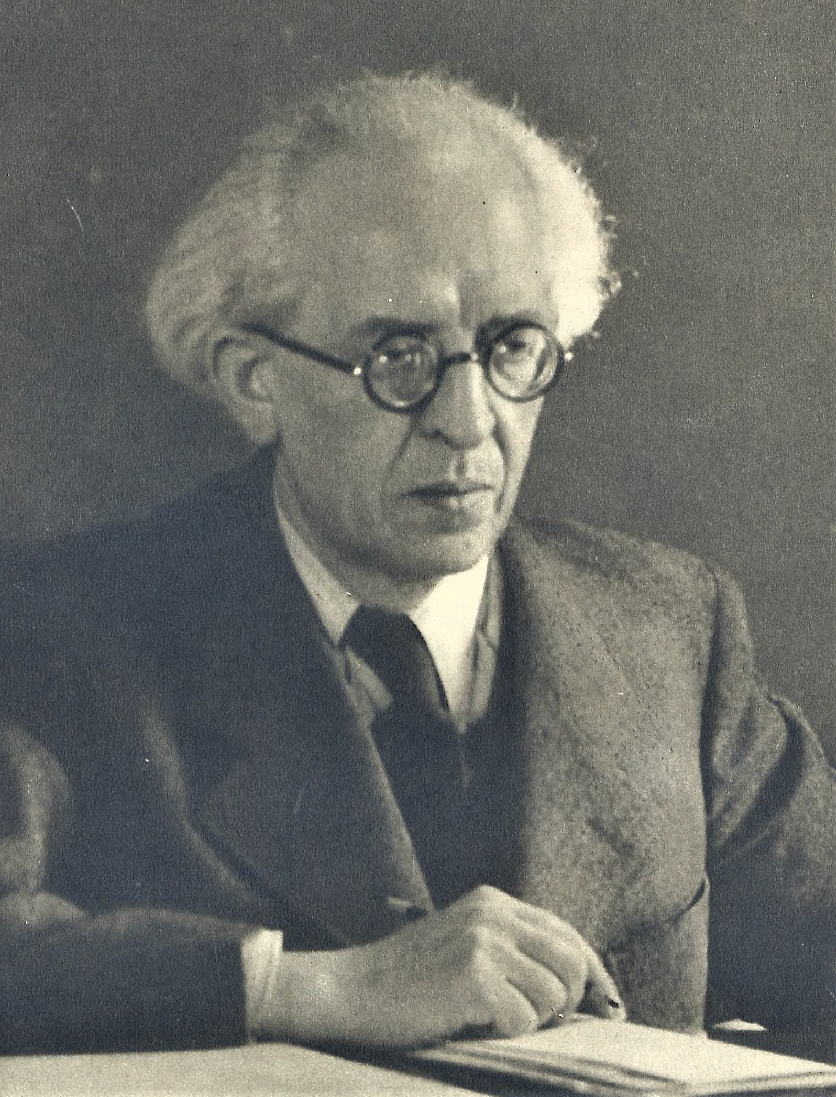
Vojtech Tuka (1941)

Vojtech Lazár Tuka (in seinen Veröffentlichungen auch ungarisch Bela oder deutsch Adalbert Tuka; * 4. Juli 1880 in Piarg / Hegybánya, Österreich-Ungarn; † 20. August 1946 in Bratislava, Tschechoslowakei) war ein ungarischer, tschechoslowakischer und slowakischer Jurist, Universitätsprofessor, Journalist und Politiker (Ludaken). Tuka gilt als der Spiritus rector des slowakischen Faschismus und war Ministerpräsident des von NS-Deutschland abhängigen Slowakischen Staates (1939–1944). Aufgrund seiner führenden Rolle beim Holocaust in der Slowakei bezeichnen ihn Historiker auch als den „Schlächter der slowakischen Juden“.
Er war Gründer und Theoretiker der faschistischen Rodobrana (1923–1929).
Als Ministerpräsident vertrat Tuka ab 1940 die Idee eines am deutschen Vorbild orientierten slowakischen Nationalsozialismus und setzte sich für eine vorbehaltlose Kollaboration mit dem Dritten Reich ein. Er gilt als Initiator der 1942 durchgeführten Deportationen von zwei Dritteln der slowakischen Juden in deutsche Vernichtungslager. Nach dem Zweiten Weltkrieg wurde Tuka von einem tschechoslowakischen Volksgericht verurteilt und am 20. August 1946 als Kriegsverbrecher gehängt.

## Ausbildung und Werdegang
Vojtech Tuka war Sohn des Lehrers Anton Tuka. Er studierte Recht in Budapest und später in Berlin und Paris. Zuvor arbeitete er als Polizeibeamter in Budapest. Mit 21 Jahren promovierte Tuka als Doktor der Rechte. Als erster seines Studiengangs erlangte er beide Doktoratstitel: Doktor der Rechte und Doktor der Staatswissenschaften. Ab 1903 wurde er Universitäts-Dozent für Völkerrecht in Budapest. Von 1907 bis 1914 lehrte er als Professor an der Juristischen Akademie in Pécs. Von 1914 bis 1921 war Tuka Professor für Rechtsphilosophie und Völkerrecht an der ungarischen Elisabeth-Universität in Preßburg, die geschlossen wurde.
Zwischen 1915 und 1916 besuchte er als Einziger den katholischen Priester Jozef Kačka im Gefängnis, der von den ungarischen Behörden wegen pazifistischer und prorussischer Predigten verurteilt wurde. Tuka lehnte 1919 ein Angebot ungarischer Behörden ab, an der neugegründeten Universität Pécs zu lehren und bewarb sich als Professor bei der neuen tschechoslowakischen staatlichen Comenius-Universität Bratislava.
Bei seiner Bewerbung verdeutlichte Tuka seinen autonomistischen Standpunkt im Bezug auf die rechtliche Stellung der Slowakei in der neuen Tschechoslowakischen Republik. Dies hatte zur Folge, dass Tuka als einziger slowakischer Professor der Staats- und Rechtswissenschaften mit über 15-jähriger Berufspraxis nicht an der Universität aufgenommen wurde.
Bereits 1920 ließ die Zentralregierung in Prag Tuka ohne formale Anklage im Gefängnis Ilava internieren. Aufgrund von Mangel an Beweisen wurde Tuka aber schon bald wieder freigelassen. 1921 wurde Tuka von der Polizei erneut festgenommen und diesmal in Zlaté Moravce interniert. Er wurde erneut freigelassen, ab diesem Zeitpunkt aber von der Polizei ständig auf einer Liste von Personen geführt, die einer antistaatlichen Tätigkeit verdächtigt wurden.
1921 trat Tuka den Ludaken bei und wurde persönlicher Berater des Parteivorsitzenden Andrej Hlinka. In Tuka, der seit seinem Beitritt einen antitschechischen Kurs propagierte, fand der kleine rechtsorientierte Parteiflügel der Ludaken seinen Sprecher. Als Chefredakteur der Parteizeitung Slovák begann er einen kompromisslosen Feldzug gegen Kommunismus, Sozialismus, das tschechische Freidenkertum, jede Form des Liberalismus und die Freimaurerei.

Abzeichen der Rodobrana: Ein silbernes slowakisches Doppelkreuz, eingeflochten in einer silbernen Dornenkrone

1923 beteiligte sich Tuka am Hitlerputsch in München und wurde im noch im selben Jahr Vizevorsitzender der Hlinka-Partei. Außerdem gründete er 1923 die Rodobrana, die als paramilitärischer Ordnungstrupp der Ludaken fungierte. Tuka gelang es, die Rodobrana in kurzer Zeit zu einer schlagkräftigen halbmilitärischen Truppe auszubauen, mit der er einen Marsch auf Preßburg und die Übernahme der staatlichen Macht wagen zu können glaubte. Am 17. Juli 1926 schrieb Tuka begeistert in den Slovák:

„Unsere tapfere Rodobrana, die slowakischen Faschisten, brennen vor Enthusiasmus, ihre Muskeln sind durch Selbstsicherheit gestärkt. Sie sind von unserer faschistischen Stärke, unserem Programm und unserer Furchtlosigkeit beseelt.“

Der missglückte Novemberputsch Hitlers und die Opposition in den eigenen Reihen hielten dann Tuka doch von dem geplanten Staatsstreich ab. 1927 sah sich die Regierung Švehla gezwungen, die Rodobrana wegen ihrer Staatsgefährdung zu verbieten.
Von 1925 bis 1929 war er Abgeordneter im tschechoslowakischen Parlament. Im Jahr 1929 wurde Tuka verhaftet und in einem international beachteten Prozess, in dem er gemeinsam mit seinem engen Vertrauten Alexander Mach der Spionage für ungarische Behörden bezichtigt wurde, zu 15 Jahren Haft verurteilt. Während seiner nun folgenden langjährigen Inhaftierung hatte die Hlinka-Partei ein zweideutiges Verhältnis zu ihm: Einerseits wurde Tuka propagandistisch zum Märtyrer erklärt, andererseits wurde er im Gefängnis von seinen Parteigängern völlig alleingelassen. Tukas politische Anschauungen erreichten innerhalb der Hlinka-Partei erst ab 1936 wieder eine größere Wirkung, als seine Schüler, die Nástupisten, ihren Einfluss in den Führungsgremien der Ludaken systematisch zu steigern begannen.
1937 wurde Tuka eine Amnestie erteilt, mit der Bedingung, dass er nicht mit früheren Mitarbeitern verkehren dürfe, sodass er mehrere Monate unter polizeilicher Beobachtung in Pilsen lebte. Tuka wurde bald zur Ikone des radikalen faschistophilen Flügels der Ludaken und galt nach dem Tod Andrej Hlinkas im August 1938 neben Jozef Tiso und Karol Sidor als einer der Hauptkandidaten für den Posten des Parteivorsitzenden. Diese Bemühungen Tukas wurden jedoch vom klerikal-konservativen Parteiflügel, der die entscheidenden Machtpositionen in der Partei besaß und mehrheitlich hinter Tiso stand, zum Scheitern gebracht.
Im Spätherbst 1938 war Tuka innerhalb der Hlinka-Partei bereits zum größten Verfechter einer vollen slowakischen Unabhängigkeit geworden. Der ihm misstrauisch gegenüberstehende Tiso verhinderte daraufhin Tukas Nominierung für die Landtagswahlen im Dezember 1938 und versuchte, für Tuka stattdessen ein Universitätsrektorenamt zu finden. Dem germanophilen Tuka gelang es jedoch für seine Unabhängigkeitspläne im Frühjahr 1939 die Unterstützung Adolf Hitlers zu gewinnen. Am 12. Februar 1939 traf Tuka gemeinsam mit dem Volksgruppenführer der Slowakei-Deutschen Franz Karmasin bei Hitler in Berlin ein, um die Zerschlagung der Tschecho-Slowakei zu planen. Dabei erklärte Tuka Hitler gegenüber:

„Ich lege das Schicksal meines Volkes in Ihre Hände, mein Führer, mein Volk erwartet seine volle Befreiung von Ihnen.“

Nachdem die Slowakei am 9. und 10. März 1939 von tschechischem Militär besetzt worden war (der sogenannte Homola-Putsch), wurde Tuka gemeinsam mit Alexander Mach, Matúš Černák und anderen germanophilen Politikern interniert. Nach der Ausrufung der Unabhängigkeit am 14. März 1939 wurde Tuka Stellvertretender Ministerpräsident.

## Ideologie
Tuka entlehnte seine Ideologie dem italienischen Faschismus und später dem deutschen Nationalsozialismus. Er wetterte gegen eine „amorphe soziale Massendemokratie“ mit ihrem Parlamentarismus und „Parteiismus“ und proklamierte die Notwendigkeit, die Slowakei in einen autoritären Einparteienstaat nationaler Prägung umzuwandeln. Das parlamentarisch-demokratische Mehrparteiensystem in der Tschechoslowakei mit der für alle politischen Gruppen rechtlich gleichen Möglichkeit, ihre Ideen zu propagieren, hielt er für untragbar.
Er war davon überzeugt, dass eine Nation, die nicht einen souveränen Staat mit allen Voraussetzungen eines totalitären Nationalismus ihr eigen nennt, ihrer Vernichtung nicht entgehen kann. Nach Tukas Auffassung konnten die Slowaken in der Tschechoslowakei eine Assimilation mit dem wirtschaftlich und bildungsmäßig stärkeren tschechischen Volk nicht vermeiden.
Nachdem er 1919 wegen seiner autonomistischen Standpunkte unter Aberkennung seiner Versorgungsansprüche von seinem Preßburger Lehrstuhl für Internationales Recht entfernt worden war, entwickelte Tuka einen konsequenten Tschechen-Hass sowie eine radikale Ablehnung des tschechoslowakischen Staates. Schon ab 1921 erarbeitete er Pläne, die Slowakei weg von den Tschechen zu einer gemeinsamen Föderation mit Ungarn und Polen einzugliedern.
Der von Tuka schon früh gepredigte Antisemitismus, fand unter den Slowaken weiten Widerhall und übte auch auf gläubige Katholiken eine gewisse Anziehungskraft aus. Tukas Verhältnis zur Katholischen Kirche war dennoch eher brüchig und zweideutig. Um jede Konfliktmöglichkeit mit der Kirche zu vermeiden, gab sich Tuka zwar als glaubensstrenger Katholik. Doch der von ihm erdachte Nationalstaat sollte totalitär sein und die Individualsphäre einengen. Er plante dem Volk die Religion zu erhalten, für die Elite aber nur ein desillusioniertes Herrschaftswissen. So wollte Tuka zwar die Autoritätsidee des Katholizismus, nicht aber seine Dogmatik übernehmen.
So wich Tuka beispielsweise bei der „Lösung der Judenfrage“ in der Slowakei offen von der Position des Vatikans ab. Als ihn am 7. April 1943 der vatikanische Gesandte in Bratislava, Monsigniore Giuseppe Burzio, wegen seiner Forderungen nach einer Wiederaufnahme der Deportationen von Juden nach Auschwitz zur Rede stellte und an den christlichen Charakter der Slowakei appellierte, antwortete Tuka:

„Unser Staat ist nicht und kann nicht christlich sein, es gibt keinen Artikel in unserer Verfassung, der die Slowakei zu einem christlichen Staat erklären könnte.“

Die seit 1938 aufgebaute paramilitärische Hlinka-Garde, sicherte dem amnestierten Tuka, aber auch Karol Sidor, Alexander Mach und Ferdinand Ďurčanský ein weitreichendes Mitspracherecht in der slowakischen Innenpolitik.
Seine stark vom faschistischen und nationalsozialistischen Gedankengut beeinflussten Anschauungen hat Tuka trotz der frühen Ansätze erst nach der Entstehung der Ersten Slowakischen Republik formuliert. Doch kamen Tukas Pläne nach einer totalitären Ausgestaltung der Slowakei nach nationalsozialistischem Muster nie über Ansätze hinaus, weil sie vom konservativen Parteiflügel des Priesters Jozef Tiso gebremst wurden. Auch fehlte Tuka vor allem der Rückhalt im slowakischen Volk, den Tiso besaß, um seine Vorstellungen verwirklichen zu können.

## Tukas Regierung 1939 bis 1944

### Innenpolitischer Machtkampf

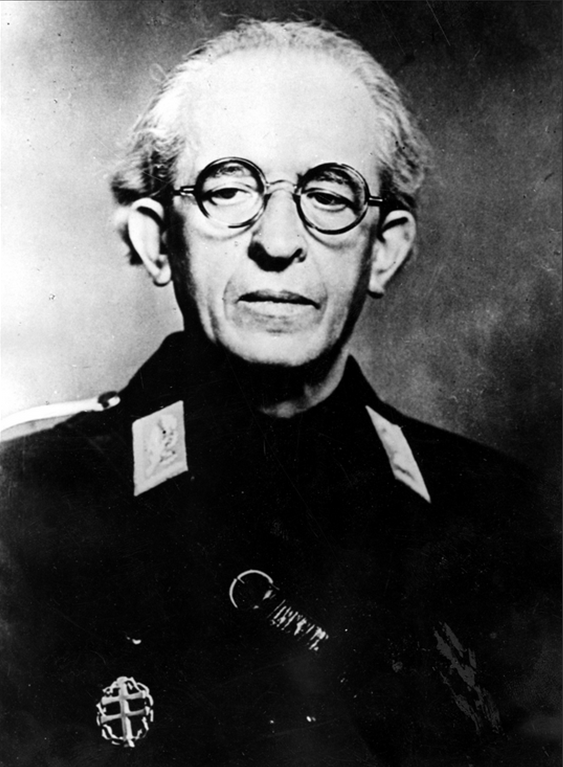
Vojtech Tuka als Ministerpräsident (1939)

Nachdem Jozef Tiso im Oktober 1939 zum Staatspräsidenten gewählt worden war, besetzte Tuka automatisch den Posten des Ministerpräsidenten. Damit ging die gesamte Regierungs- und Vollziehungsgewalt von Tiso auf Tuka über. Seine Bemühungen, die wirtschaftliche und soziale Politik in der Slowakei zu radikalisieren und sie einseitig am Dritten Reich auszurichten, führten zu scharfen Auseinandersetzungen mit seinem bisherigen politischen Schüler Ferdinand Ďurčanský, der als slowakischer Außenminister um eine neutrale slowakische Außenpolitik bemüht war.
Doch die von den faschistisch-pronazistischen Parteigängern geforderte Entlassung und Abschiebung aller Tschechen, Tschechoslowakisten und Mitgliedern ehemaliger zentralistischer Parteien aus der Staatsverwaltung und dem Wirtschaftsleben blieb zunächst aus, genauso wie die vor allem vom Oberbefehlshaber der Hlinka-Garde (HG) Alexander Mach und HG-Stabschef Karol Murgaš geforderte radikale Lösung der Judenfrage. So wuchs die Unzufriedenheit der slowakischen Radikalen, die vor allem in der paramilitärischen Hlinka-Garde organisiert waren. Nach der vorübergehenden Entmachtung der Hlinka-Garde durch eine vom katholisch-konservativen Flügel durchgesetzte Regierungsverordnung vom 21. Dezember 1939 plante der radikale Parteiflügel für den 20. Januar 1940 einen ersten Putschversuch.
Ziel dieses Putsches sollte die Auflösung des Parlaments sowie die Einführung einer von den Radikalen geführten Diktatur auf Grundlage des Führerprinzips sein. Doch da der gesamte Polizei- und Staatsapparat sowie die slowakische Armee hinter dem Präsidenten stand, wurden die Pläne vorübergehend wieder verworfen.
Eine bedeutende Stärkung von Tukas politischer Stellung kam nach der Regierungskrise, die in der Slowakei zu Beginn des Jahres 1940 gipfelte. So wurde er nach Hitlers Intervention im Salzburger Diktat von 1940 bis 1944 auch neuer Außenminister der vom nationalsozialistischen Deutschen Reich abhängigen Slowakischen Staat. Nachdem sein radikaler Parteiflügel in Salzburg entscheidend von Hitler gestärkt worden war, erklärte Tuka die Slowakei – wahrscheinlich auf direkte Anweisung Hitlers – am 30. Juli 1940 zu einem nationalsozialistischen Staat und verkündete kurz darauf bei einer Manifestationskundgebung der Slowakisch-Deutschen Gesellschaft:

„Salzburg bedeutet für uns Slowaken eine neue glorreiche Zeit, weil wir dadurch in eine neue Ära eintreten, in der in der Slowakei unter deutscher Aufsicht der Slowakische Nationalsozialismus zu regieren beginnt. Der Nationalsozialismus bedeutet Einigkeit, Disziplin, bedeutet Freude durch Arbeit.“

Die proklamierte Etappe des „Slowakischen Nationalsozialismus“ war die tragischste Periode während des sechsjährigen Bestehens der Ersten Slowakischen Republik. In dieser Zeit fokussierte sich der Staatsapparat vor allem auf eine inhumane „Lösung der Judenfrage“, die Totalisierung des Regimes nahm weiter zu und die slowakische Innen- und Außenpolitik orientierte sich dank der deutschen Berater und der in der paramilitärischen Hlinka-Garde organisierten slowakischen Radikalen noch enger am Deutschen Reich. Über die neue Linie seiner Regierung erklärte Tuka:

„Die Partei wird im Geiste Hlinkas arbeiten, aber mit den Methoden Hitlers.“

Und weiter erklärte Tuka:

„Wir werden Hlinkas Slowakische Volkspartei nicht weiter als eine Hlinka-Partei aufbauen, sondern als eine Hitler-Partei und eine faschistische Partei.“

Am 24. August 1940 propagierte Tuka seine 14 Punkte des Slowakischen Nationalsozialismus, die er nach dem Salzburger Diktat de facto zu seinem Regierungsprogramm machte. Darin trat auch klar Tukas radikaler Antisemitismus zum Vorschein. So heißt es im Bezug auf die Juden:

„Das, was ich gesagt habe, gilt auch für die Juden. Der Jude muss der unversöhnliche Feind des Nationalsozialismus sein, weil er entweder Kapitalist, oder Kommunist ist. Deshalb müssen wir auch die Judenfrage radikal lösen, ansonsten werden unsere Pläne bruchlanden […] Wir dürfen nicht weiter leiden, damit uns im wirtschaftlichen und geschäftlichen Leben der jüdische Geist belästigt. Wir dürfen nicht weiter leiden, damit die ganze Literatur, unsere ganze Kunst dem jüdischen Geist unterliegt. Es wird manchmal gesagt: Habt Erbarmen mit diesem Juden, er ist gut. Aber wo ist die Garantie, dass sein Sohn nicht der größte Mistkerl wird, der solche Schäden verursacht, die man kaum wird paralysieren können.“

Doch konnten weder Tuka noch die deutschen Berater den verkündeten Anbruch der neuen Ära gegen den hinhaltenden Widerstand des Staatspräsidenten Tiso und seines römisch-katholischen Lagers durchsetzen. Die Gegner einer politischen Gleichschaltung der Slowakei durch das nationalsozialistische Deutsche Reich erklärten sich zwar bereit, bei der Lösung der Judenfrage und in der Wirtschaftspolitik enger mit Berlin zusammenzuarbeiten, leisteten aber bei ideologischen und politisch-institutionellen Fragen Widerstand.
Um die Gleichschaltungsgegner zu schwächen, wollte Tuka im Einvernehmen mit der deutschen Gesandtschaft vier der acht als unzuverlässig im revolutionären Sinne eingestuften Regierungsmitglieder entlassen. In einem Brief forderte Tuka Staatspräsident Tiso auf, die konservativen Minister Jozef Sivák, Július Stano, Gejza Medrický und Gejza Fritz durch die pronazistischen Politiker Karol Murgaš, Matúš Černák, Ján Farkaš und Zoltán Finka zu ersetzen. Längerfristig erwartete Tuka den Staatspräsidenten Tiso zum Rückzug zu bewegen und selbst das Amt des Staatspräsidenten übernehmen zu können.
Zur Sicherung einer halbwegs vergleichbaren Machtstellung Tukas gegenüber Tiso konnte sich Tuka jedoch nach Auffassung des dritten deutschen Gesandten in Bratislava, Hanns Ludin, weder auf Innenminister Alexander Mach noch die Hlinka-Garde, sondern nur auf eine starke „moralische Unterstützung“ des Dritten Reiches verlassen.
Im Herbst 1940 wies Tiso alle Vorschläge zur Umbildung von Regierung und Parlament nach deutschem Vorbild zurück. Nachdem nun eine evolutionäre Machtergreifung durch die Radikalen gescheitert war, wurden von Tuka, Innenminister Mach, HG-Stabschef Otomar Kubala, dem deutschen Volksgruppenführer Franz Karmasin und dem deutschen Gesandten in Bratislava Manfred von Killinger Vorbereitungen für einen Staatsstreich getroffen. Der vorzeitige Verrat des Putsches durch Armeekreise, die einer Machtergreifung der Hlinka-Garde ablehnend gegenüberstanden, ließ den dilettantisch organisierten Putsch jedoch bereits im Keim ersticken. Der Staatspräsident, der die Armee und vor allem Verteidigungsminister Ferdinand Čatloš auf seine Seite ziehen konnte, konnte außerdem die von den deutschen Beratern unterstützte Übernahme des Verteidigungsministeriums durch Tuka unterbinden.
Besonders unerfreulich erwies sich für Tuka die Tatsache, dass es infolge des gescheiterten Putschversuches zu einem Wechsel bei dem deutschen Gesandtenposten kam: Der radikale, auf Umsturz forcierte Killinger wurde nach Bukarest versetzt, sein Nachfolger wurde der auf einen Ausgleich zwischen dem Tiso- und dem Tukaflügel hinarbeitende Hanns Elard Ludin. Ludins Politik des Ausgleichs zwischen den beiden verfeindeten Lagern stützte de facto Tisos Gegeninitiative gegen das Tuka-Lager.
Da Tiso nicht in der Lage war, die Stellung Tukas und der anderen Radikalen in seiner Funktion als Präsident zu neutralisieren, ließ er sich selbst durch ein Gesetz am 23. Oktober 1942 unter Nachahmung des deutschen Vorbilds zum „Führer“ (slowakisch: Vodca) in Partei und Staat erheben, und erhielt so nach und nach die Kontrolle über den Staatsapparat zurück. Vor allem verfügte er damit über ein Interventionsrecht in allen Staatsangelegenheiten. Die Hlinka-Partei als Einheitspartei wurde damit nach dem Vorbild der NSDAP in eine Staat und Gesellschaft total erfassende, faschistische Elitepartei umgewandelt.
Im Jahr 1943 wurde Tuka erneut zum Vorsitzenden der Slowakisch-Deutschen Gesellschaft gewählt, doch sein gesundheitlicher Zustand, vor allem ein zweiter Schlaganfall, das zunehmende Lavieren des Innenministers Mach zwischen ihm und Tiso sowie sich häufende Kritik aus den Kreisen der Ultraradikalen um Otomar Kubala, verstärkten seine politische Isolation.
Im Dezember 1943 trat Tuka von seiner Funktion als Stellvertretender Vorsitzender der HSĽS-SSNJ zurück. Bereits im Januar 1944 erklärte sich Tuka bereit, auch als Ministerpräsident zurückzutreten, vor allem unter dem Einfluss von Dieter Wisliceny und einigen deutschen Diplomaten. Da sich aber ein intensiver Machtkampf um die Nachfolge Tukas abzeichnete, die Hlinka-Garde und vor allem die Gruppierung um Otomar Kubala und seiner Zeitschrift Náš boj Alexander Mach als Ministerpräsidenten ablehnten, musste das Rücktrittsersuchen Tukas verschoben werden.
Nach dem Ausbruch des Slowakischen Nationalaufstands in Banská Bystrica versuchte der deutsche Außenminister Joachim von Ribbentrop Tuka trotz seines gesundheitlichen Zustands in seiner Funktion zu halten. Am 5. September 1944 reichte Tuka die Demission seiner Regierung ein und nahm am weiteren aktiven politischen Leben nicht weiter teil.

### Deportation der slowakischen Juden
Ab 1941 konzentrierte sich Tuka innenpolitisch vor allem auf eine radikale „Lösung der Judenfrage“. Diese Lösung sollte nach den Vorstellungen Tukas und Innenminister Alexander Machs möglichst schnell nach dem Muster des nationalsozialistischen Deutschen Reiches erfolgen.
Ein am 10. September 1941 von Tuka und Mach durch Ermächtigungsgesetz verkündeter Judenkodex, der ein slowakisches Pendant der deutschen Nürnberger Gesetze darstellte, bot die Grundlage zur Enteignung, Ächtung, Internierung und schließlich Deportation von über 57.000 slowakischen Juden zwischen März und August 1942. Am 14. September gründete der engagierte Mitarbeiter Tukas Augustín Morávek das Zentralwirtschaftsamt, dass direkt dem Ministerpräsidenten unterstellt war. Das Zentralwirtschaftsamt erhielt nahezu unbegrenzte Vollmachten und wurde zum wichtigsten Organ bei den Arisierungen und der Aussonderung der Juden aus dem öffentlichen Leben.
Am 2. Dezember 1941 stimmte Tuka nach geheimen Gesprächen mit dem deutschen Botschafter in Bratislava Hanns Ludin ohne die Autorisierung der slowakischen Regierung der Zwangsumsiedlung slowakischer Juden auf das Gebiet des Deutschen Reiches zu und war außerdem bereit, für die Deportation der Juden aus der Slowakei eine „Kolonialisierungsgebühr“ (zur Deckung der „Kolonisierungskosten“) in der Höhe von 500 Reichsmark für jeden deportierten Juden zu bezahlen. Die slowakische Regierung wurde von Tuka erst am 3. März 1942 über die mit Ludin vereinbarten Deportationen in Kenntnis gesetzt.

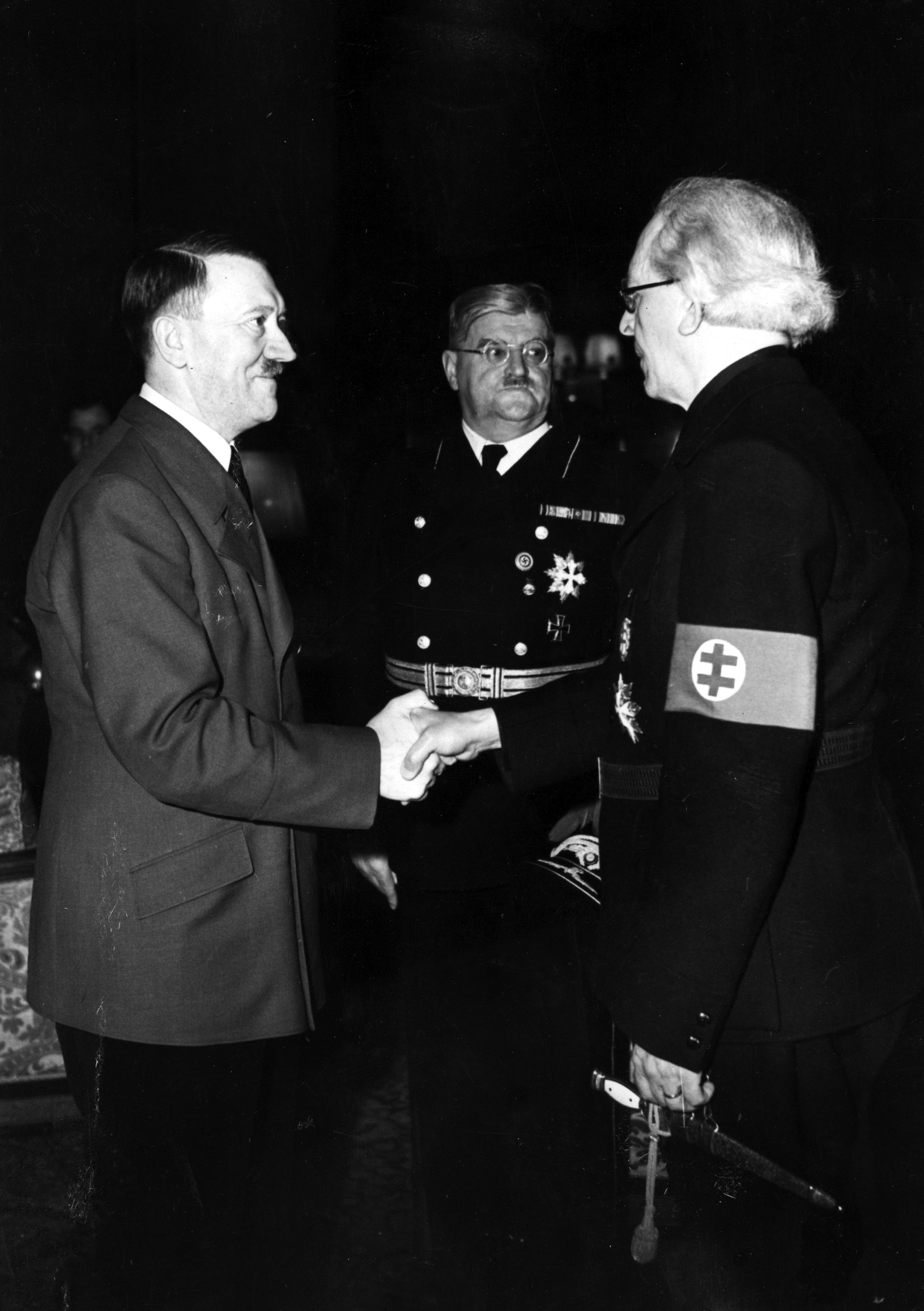
Vojtech Tuka trifft im Oktober 1941 in Berlin zu Verhandlungen über die Lösung der Judenfrage in der Slowakei ein und wird von Adolf Hitler begrüßt, im Hintergrund Otto Meissner

Eine offizielle Anfrage des Dritten Reiches an die slowakische Regierung über jüdische „Arbeitskräfte“ erfolgte erst Anfang 1942. Da die slowakische Regierung nach den erlassenen Berufsbeschränkungen, der Konfiszierung von Besitz und Leistungskürzungen nicht bereit war, für den Lebensunterhalt der verarmten jüdischen Bevölkerung aufzukommen, vergrößerte sie in 2 Schritten den Kreis derjenigen, die in die Deportationen eingereiht werden sollten. Zunächst wurde das Alter der „Arbeitsfähigen“ von 18 auf 16 Jahre hinabgesetzt. Zweitens gab Tuka an, dass es nicht „human“ sei, Familien auseinanderzureißen, so dass man sie gemeinsam deportierte.
Die Deportationen begannen am 26. März 1942 und hielten, ab Ende Juli mit Verzögerungen, bis zum 20. Oktober 1942 an. In dieser Zeit wurden über 57.000 slowakische Juden in 57 Zügen abtransportiert, davon fuhren 19 nach Auschwitz und 38 nach Lublin. Lediglich 300 dieser Juden überlebten. Das Einverständnis zur Deportation bedeutete nicht, dass Tukas Regierung der Ermordung der Juden zustimmte. Man ging davon aus, dass die Juden im Osten angesiedelt und zur Arbeit verpflichtet würden. Das Deutsche Reich beließ die Slowaken in diesem Glauben und förderte die Legende einer Ansiedlung der Juden im Generalgouvernement.
Die Gründe für die Einstellung der Deportationen durch Tukas Regierung am 20. Oktober 1942 waren vielfältig. Der Druck der slowakischen Bevölkerung auf die Regierung war in den Monaten der Deportationen zunehmend gestiegen. Die Brutalität der Deportationen, das Zusammentreiben, Schlagen, in die Transportzüge verladen, erweckte zunehmend das Mitgefühl der slowakischen Bevölkerung. Als im Laufe der Monate immer deutlicher wurde, dass die Juden nicht, wie vom Deutschen Reich behauptet, zur Arbeit herangezogen, sondern ermordet wurden, wuchs der Widerstand. Bereits Ende Mai 1942 fuhr Adolf Eichmann persönlich nach Bratislava, um die Deportationen voranzutreiben. Der slowakischen Regierung wurde weiter versichert, dass es den Juden im Generalgouvernement gut gehe.
Doch trotz der Beschwichtigung Adolf Eichmanns häuften sich im Sommer 1942 die Anfragen der slowakischen Regierung an die deutsche Reichsregierung, wie es um das Schicksal der deportierten slowakischen Juden stehe. Man zog sogar in Betracht, eine slowakische Delegation an Ort und Stelle ins Generalgouvernement zu entsenden, die sich ein Bild von der Lage der dort lebenden Juden machen sollte. Da aber der größte Teil der slowakischen Juden zu diesem Zeitpunkt bereits umgebracht worden war, konnte und wollte die deutsche Reichsregierung Besichtigungen durch eine slowakische Delegation auf keinen Fall zulassen. Auch die katholische Kirche übte Druck auf Tukas Regierung aus, wobei vor allem die katholische Kirche auch Einfluss auf den Staatspräsidenten Jozef Tiso hatte, der selbst katholischer Theologe war. Ein am 21. März 1942 veröffentlichter Hirtenbrief der römisch-katholischen Bischöfe in allen slowakischen Kirchen stellte den ersten öffentlichen Protest gegen die antisemitischen Gesetze der Regierung Tuka in den letzten drei Jahren sowie gegen die Deportationen dar.
Tuka selbst nahm zu den Gerüchten um die Ermordung der slowakischen Juden in Polen einen leichtfertigen Standpunkt ein. Er wiederholte seine Bitte gegenüber der deutschen Reichsregierung, sie möge einer slowakischen Kommission die Besichtigung der deportierten Juden und ihrer Lebensumstände gewähren. Dennoch wollte er unaufhörlich mit den Deportationstransporten fortfahren. So erklärte Tuka gegenüber der Reichsregierung:

„Ja, ja, wir werden mit den Deportationen fortfahren, aber unsere Bischöfe, Pfarrer, Abgeordneten, alle sind dagegen. Helfen Sie mir, damit ich einen Beweis gegen sie [die Gerüchte] habe, also diese Kommission, die die ganze Angelegenheit untersucht. Ich zweifle nicht daran, dass die Gerüchte über die Ermordung der Juden falsch sind.“

Ein weiterer Grund für den Stopp der Deportationen stellten für die Regierung die hohen Kolonisierungskosten dar, die an das Deutsche Reich zu zahlen waren und die mittlerweile auf einen zweistelligen Millionenbetrag angestiegen waren. Hinzu kam, dass die Lücken, die die Deportation der Juden im Wirtschaftsleben genauso wie im öffentlichen Leben hinterlassen hatten, immer deutlicher zutage traten und nicht geschlossen werden konnten.
Im Herbst 1942 endeten die Deportationen vor allem auch deshalb, weil die verbliebene jüdische Bevölkerung entweder in Arbeitslagern oder durch Ausnahmebescheinigungen des Staatspräsidenten Tiso vor den Deportationen geschützt war. Bis zum September 1944 weigerte sich dann vor allem Tiso standhaft jeder von Berlin geforderten Neuaufnahme der Deportationen.
Tuka war jedoch mit dem Deportationsstop unzufrieden und bat schon im Juni 1942, als die Transporte seltener wurden, beim deutschen Auswärtigen Amt um scharfen diplomatischen Druck. Dieser blieb aber überraschend aus. Im Frühjahr 1943 forderten auch radikale Vertreter der Hlinka-Garde die Wiederaufnahme der Deportationen. Am 1. Oktober wies Innenminister Alexander Mach die 14. Abteilung des Innenministeriums unter der Leitung von Anton Vašek an, strenger gegen Juden vorzugehen. Diese Anordnung wurde allerdings von den Vollzugsorganen nicht mehr gründlich umgesetzt.
Am 18. Dezember 1943 traf der deutsche Berater Edmund Veesenmayer in Bratislava ein, der eine Wiederaufnahme der Deportationen von slowakischen Juden erreichen sollte. Zuerst traf Veesenmayer mit Tiso zusammen und zeigte ihm statistische Zahlen über die in der Slowakei noch verbliebenen Juden. Tatsächlich gelang es Veesenmayer, von Tiso nun konkrete Zusagen bezüglich der Deportationen zu bekommen. Allerdings ließ sich Tiso nicht auf einen genauen Zeitpunkt einer Deportation ins Generalgouvernement festlegen. Veesenmayer vermied es die Frage aufzuwerfen, was mit den 10.000 Juden geschehen sollte, die vom Judenkodex als konvertierte Juden ausgeschlossen waren.
Das Deutsche Reich erwartete die Deportation auch dieser Menschen. Veesenmeyer wusste aber, dass Tiso diesem Ansinnen kaum nachkommen würde. Da Tuka für seine harte Einstellung gegenüber der jüdischen Bevölkerung bekannt war, glaubte Veesenmayer, bei ihm mehr Erfolg zu haben. Tuka sagte Veesenmayer sofort zu, dass auch alle getauften Juden deportiert würden. Er knüpfte seine Zusage lediglich an die Bedingung, für sie besondere Lager mit religiöser Betreuung einzurichten.
Doch obwohl auch Staatspräsident Tiso Veesenmayer die Zusicherung gab, keinen weiteren Aufschub hinnehmen zu wollen, verließen weitere Deportationstransporte die Slowakei erst im Herbst 1944, als das Land von deutschen Einheiten besetzt wurde. Die nach Tukas Rücktritt am 5. September 1944 eingesetzte neue Regierung unter Štefan Tiso konnte, ganz zur Erfüllungsgehilfin der deutschen Besatzungsmacht herabgesunken, keine politische Initiative mehr entfalten.

### Außenpolitik
Im Schutzvertrag hatte die slowakische Regierung auf eine unabhängige Außenpolitik verzichtet. Im Art. 4 des Schutzvertrages wurde festgeschrieben, dass die slowakische Regierung ihre Außenpolitik im engen einvernehmen mit der deutschen Regierung führen wird. Selbst Tuka wurde schließlich sogar gezwungen, das Auswärtige Amt in Berlin um Genehmigung zu für jede offizielle Reise staatlicher Vertreter ins Ausland zu ersuchen.
Doch der in der ersten Phase der slowakischen Staatlichkeit als Außen- und Innenminister fungierende Ferdinand Ďurčanský, versuchte die Slowakei nicht nur möglichst neutral gegenüber den Westmächten zu halten, er knüpfte auch gute Kontakte zur Sowjetunion, die am 16. September 1939 die Slowakei offiziell als unabhängigen Staat anerkannte. Durch diese und andere „Eigenmächtigkeiten“ Ďurčanskýs im Außen- wie auch im Innenministerium wurde er in Berlin bald als persona non grata angesehen. Infolge des Salzburger Diktats wurde er schließlich im Außenressort von Tuka ersetzt.
Außenpolitisch versuchte Tuka zunächst, einen Anschluss der Mährischen Slowakei an den slowakischen Staat durchzusetzen. Der dortige Nationalrat der Mährischen Slowaken (slowakisch: Národná rada moravských slovákov) hatte bereits am 15. März 1939 während des Einmarsches deutscher Truppen in die Rest-Tschechei den Anschluss an den slowakischen Staat proklamiert. Die Nationalsozialisten gaben allerdings bald deutlich zu verstehen, dass sie weitere Diskussionen über derartige Pläne im Protektorat Böhmen und Mähren nicht dulden würden. Trotzdem nährten Tuka, Innenminister Mach und auch der Verteidigungsminister Ferdinand Čatloš bis 1943 die Illusion einer „Großslowakei“ (slowakisch: Velké Slovensko).
Am 11. April legte Tuka während einer Regierungssitzung einen Vorschlag vor, dem zufolge die Slowakei dem Deutschen Reich mehrere Divisionen für den Kriegseinsatz gegen das Königreich Jugoslawien zur Verfügung stellen sollte. Da aber der Verteidigungsminister Ferdinand Čatloš entschieden gegen eine solche Beteiligung slowakischer Streitkräfte protestierte, nahm die Regierung Tukas Vorschlag nicht an.
Nach dem Überfall der Wehrmacht auf die Sowjetunion erklärte Tuka am 24. Juni 1941 – ohne vorherige Absprache mit dem Ministerrat, dem Parlament oder dem Präsidenten – im Alleingang der UdSSR den Krieg. Dabei ging es Tuka vor allem darum, dem verfeindeten Ungarn mit der Kriegserklärung zuvorzukommen, um später aus einer günstigen Position heraus die Revision des Münchner Abkommens und die Wiedereingliederung der an Ungarn verlorenen Gebiete zu fordern. In der Folge erklärte Stalin am 18. Juli 1941, dass die Sowjetunion diplomatische Beziehungen mit der Tschechoslowakischen Exilregierung aufnehmen werde. Die Sowjetunion, die die Slowakische Republik am 16. September 1939 anerkannt hatte, und bis zum Salzburger Diktat auch relativ gute Beziehungen zur Slowakei pflegte, sprach sich damit für eine Erneuerung der Tschechoslowakei unter Führung von Edvard Beneš aus.
Ab Herbst 1941 versuchte Tuka relativ erfolgreich, im Schatten des Deutschen Reiches eine slowakisch-kroatisch-rumänische Allianz gegen das verfeindete Ungarn zu schaffen.
Am 25. November 1941 unterschrieb Tuka in Berlin den Beitritt der Slowakei zum Antikominternpakt. In Berufung auf dieses Bündnis erklärte er am 12. Dezember 1941 – erneut eigenmächtig und verfassungswidrig – den Vereinigten Staaten und Großbritannien den Krieg. Dies hatte zur Folge, dass nach der Sowjetunion nun auch die Vereinigten Staaten am 26. Oktober 1943 die tschechoslowakische Exilregierung von Edvard Beneš anerkannten.

## Flucht, Prozess und Hinrichtung

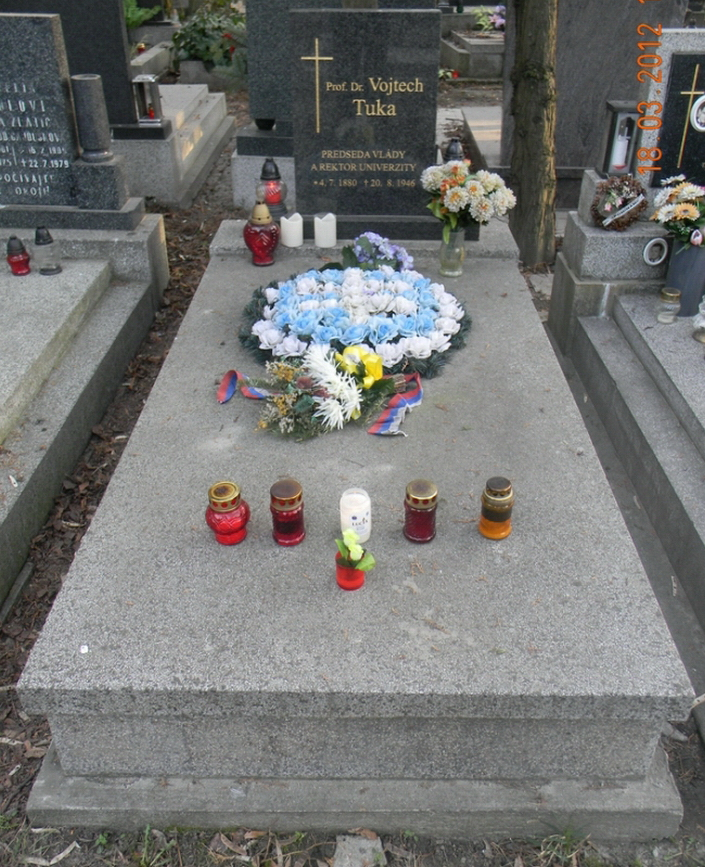
Grab Vojtech Tukas auf dem Martinsfriedhof in Bratislava.

Als sowjetische und tschechoslowakische Truppen immer weiter von der Ostslowakei in Richtung Bratislava vordrangen, floh der schwerkranke und immobile Tuka gemeinsam mit seinen Pflegern, seinem persönlichen Arzt und seiner Frau Božena Tuková ins westliche Österreich, wo er nach der Kapitulation des Deutschen Reiches von alliierten Einheiten gefangen genommen und an die wieder entstandene Tschechoslowakei ausgeliefert wurde. Tukas gesundheitlicher Zustand war zu diesem Zeitpunkt bereits sehr ernst. Nach einem dritten Schlaganfall blieb sein Körper teilweise gelähmt und er konnte sich nur noch mit Hilfe eines Rollstuhls fortbewegen.
In diesem Zustand musste sich Tuka dem Volksgerichtshof in Bratislava stellen. Der Prozess begann am 30. Juli 1946 und dauerte bis zum 15. August 1946. Der erste Anklagepunkt behandelte Tukas eigenmächtiges Zusammentreffen mit Hitler und seine Forderung nach einer Zerschlagung der Tschecho-Slowakischen Republik. Weitere Anklagepunkte stellten Tukas Beteiligung am Zustandekommen des Schutzvertrages und des deutsch-slowakischen Wehrwirtschaftsabkommens dar, aufgrund derer die slowakische Regierung sich verpflichtete, ihre Außenpolitik im engen Einvernehmen mit dem Deutschen Reich zu betreiben.
Auch die Beteiligung slowakischer Truppen beim deutschen Überfall auf die Sowjetunion wurde Tuka angelastet. So lautete die Anklage:

„Vojtech Tuka ordnete eine aktive Beteiligung der slowakischen Armee beim Überfall auf die UdSSR an und organisierte die Entsendung von 50.000 Männern zum Kampf hinter die Grenzen der Slowakei.“

Den Hauptanklagepunkt der Anklage stellte jedoch Tukas Politik gegenüber den slowakischen Juden dar. So wurden Tuka vor allem die von ihm als Ministerpräsident angeordnete Gründung von jüdischen Arbeitslagern in der Slowakei sowie die von ihm mitorganisierten Deportationen slowakischer Juden in die deutschen Vernichtungslager in Polen zur Last gelegt, wo die Mehrheit von ihnen ermordet wurde.
Am 14. August 1946 wurde Vojtech Tuka wegen seiner Beteiligung an der Zerschlagung der Tschechoslowakei, aktiver Unterstützung des NS-Regimes sowie wegen der antijüdischen Maßnahmen seiner Regierung 1939 bis 1944 zum Tode verurteilt und am 20. August 1946 als Kriegsverbrecher gehängt.

## Rezeption
Der slowakische Historiker Anton Hruboň bezeichnet Tuka im Kontext seiner Rolle beim Holocaust in der Slowakei als den „Schlächter der slowakischen Juden“ (kat slovenských židov).

## Werke
- [Vojtech] Béla Tuka: A szabadság: Politikai tanulmány. Grill Károly, Budapest 1910. (ungarisch)
- Vojtech Tuka: Kristoví bojovníci [= Die Krieger Christi]. Selbstverlag 1921. (slowakisch)
- Vojtech Tuka: Úcta svätej krvi kristovej [= Ehrfurcht vor dem Heiligblut Christi]. Spolok sv. Vojtecha, Trnava 1925. (slowakisch)
- Vojtech Tuka: Rodobranecký katechizmus [= Rodobraner Katechismus]. Ústredie Rodobrany / Unia, Bratislava 1928, unpaginiert. (slowakisch)
- Vojtech Tuka: Slovenský národný socializmus [= Der slowakische Nationalsozialismus]. Bratislava 1940.[73]
- [Vojtech] Adalbert Tuka: Die Rechtssysteme: Grundriss einer Rechtsphilosophie. Limbach, Berlin/Wien 1941.